# Jangsu de Goguryeo
Rey Jangsu de Goguryeo (394–491, r. 413–491) fue el 20° gobernante de Goguryeo, uno de los Tres Reinos de Corea. Nació en 394, el primer hijo de Gwanggaeto el Grande de Goguryeo, ascendiendo al heredero en 408 y al trono en 413 por la muerte de su padre. Jangsu reinó en la cumbre de Goguryeo, continuando la expansión territorial, especialmente al sur dentro de la peninsular coreana de lograr una unificación floja. Construyó la estela de Gwanggaeto en Ji’lin, ahora frontera de China-Corea del Norte. Su nombre póstumo es Jangsu, literalmente «la longevidad».

## Primer período

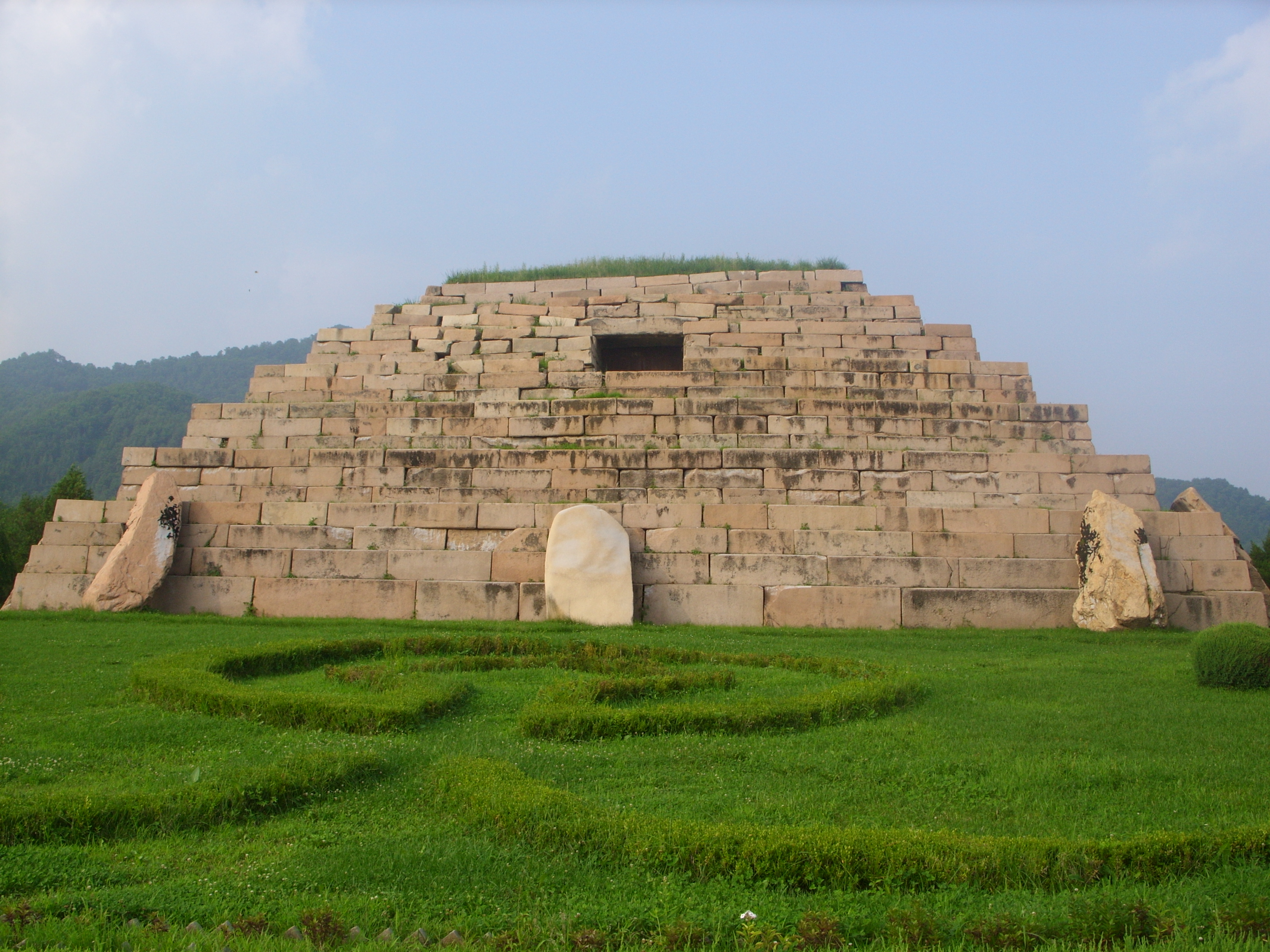
La tumba del general, en Ji’an, Ji’lin, China, el lugar de la primera capital de Goguryeo. Los estudiosos chinos alegan que la ubicación es el mausoleo de Jangsu pero los coreanos presumen que su tumba estaría en Pionyang donde el rey trasladó la capital en 427.

Al principio, Jangsu trató de dedicarse a la estabilización de su imperio, que había experimentado su crecimiento enorme y repentino en la época de Gwanggaeto el Grande. Completó la construcción del mausoleo y de la estela de su padre a su coronación.
En 427, trasladó la capital a Pionyang desde la fortaleza de Gungnae (moderna Ji’lin). Había razones para la mudanza, como preparar su ofensiva contra Baekje y Silla.

## Campaña al noreste
Cuando Gwanggaeto el Grande gobernó Goguryeo a principios del siglo V, China fue dividida en Cinco Grupos Nómadas y Dieciséis Reinos, con gran desconcierto que facilitaba los avances a Yan posterior en la península de Liaoning en 408. Jangsu empezó observar el cambio de hegemonía en China norte.
Después de la caída de Yan posterior, la China de Han eliminó a una facción de Mujong, Xianbei en el norte y estableció Yan norte en su lugar. Sin embargo, Wei norte era más amenaza para el reino nuevo  de Yan norte, que pidió una operación combinada con Goguryeo, su vecino del este. A fin de evitar los conflictos al oeste, Jangsu decidió avanzar al sur de Pionyang.
La Dinastía Liu Song en el sur de China, que era un gran adversario de Wei norte, instigó a ambos, Yan norte y Goguryeo a competir con Wei. Sin embargo, Jangsu lo rechazó y destruyó Yan norte en 438, capturando el exrey de Yan como prisionero, lo que echó abajo el plan de Liu Song. A pesar de la proclamación de guerra, los ataques de Liu Song fueron rechazados. Se dice que Jangsu envió 800 caballeros a Liu Song para reabrir la relación de amistad y ayudarlo su expedición a Wei. Como la gran guerra centró el asunto más importante de las dos fuerzas en China, Goguryeo pudo llevar adelantar la dominación del sur de Corea (Baekje y Silla). Jangsu otra vez apoyó a Liu Song en 459, mandando ballestas y metales preciosos. Aunque Wei se irritó, no hubo otra alternativa de conservar la paz con Goguryeo debido a las guerras con Liu Song y los Rouran, otro pueblo nómada basado en Mongolia. La paz en torno al norte de China y Manchuria no era permanente, pero Goguryteo no fue atacado hasta 598 entre otros reinados nortes.

## Campaña al sur
En 472, el rey Gaero de Baekje envió embajadas diplomáticas a Wei norte para buscar ayuda desde norte de China y evitar así los ataques repetidos por Goguryeo. Con todo esto, los misioneros de Baekje no regresaron y Gaero sufrió el fiasco de recibir la ayuda militar esperada.
A continuación, Jangsu hizo un plan secreto de atacar Baekje donde aún conservaba su fuerza, en la región central coreana a pesar de una serie de campañas de su padre. A fin de obstruir el crecimiento del poder de Baekje, un monje budista llamado Dorim fue enviado. Se describe que debía fingirse un exiliado nuevo a Baekje, en busca del apoyo del rey Gaero. Gaero gustó de la compañía de Dorim, jugando con él al Go (o baduk) casi todos los días, pero Dorim pudo instigar al rey a comenzar unos proyectos de construcción que dilapidaron la fortuna estatal.
En 475, Jangsu lanzó una campaña total por tierra y mar, aprovechando unas noticias cruciales de Dorim. Como Gaero no preparó la campaña desde Goguryeo, Jangsu directamente avanzó a la capital, Wiryesong (ahora Seúl) y mató a Gaero que fue capturado en su huida. Sin dificultad, Jangsu ocupó la capital y eliminó toda la ciudad, conquistando otras aldeas. Baekje entonces trasladó su capital a Ungjin, (ahora Gongju), 80 millas al sur de Seúl, una región rodeada de montes que jugaba su papel como una fortaleza natural del devastado reino. Logrando una gran victoria, Goguryeo capturó la región del río Han, el barrio más importante y crucial en voz de la afluencia cultural y comercial, incluso la defensa militar; Baekje todavía se mantuvo debido a su ubicación, controlando los comercios navales en torno a China-los reinos coreanos-Wa (Japón) en el centro de la peninsular pero la pérdida de su capital significó un golpe demasiado fuerte.
Terminando su campaña a Baekje, Jangsu pues cambió su dirección al este, Silla y adicionalmente, produjo un monumento de piedra en Chungju para elogiar los triunfos de su padre y de él mismo, que marcó la fronter entre los tres reinos hasta el siglo Ⅹ, con su gran significado de única estela de Goguryeo en la península coreana. Silla permaneció en la influencia de Goguryeo después de recibir los alistamientos por la operación combinada de Baekje y Wa durante el reinado de Gwanggaeto. A fin de asegurar la posición de Silla, Goguryo demandó un rehén de la familia real, que envió al hermano menor del rey Nulji de Silla. Unas batallas entre dos ocasionalmente ocurrieron.

## Diplomacia

Goguryeo at its zenith c. 476.

### Relación con China y Rouran
La unificación de China norte por Wei norte fue un punto muy crucial para Goguryeo y también los reinos sureños de China. En 479, Jangsu envió delegados a Rouran para establecer una relación de amistad a fin de poner Wei norte bajo vigilancia. Por mantener buena relación con los Rouran, Jangsu pudo atacar a los kitánes, un clan de los Xianbei.
Desde la sujeción de los kitán a Goguryeo, Jangsu envió unos regalos a Wei Norte y Qi de Sur, que ocupó la mitad de China después de derribar a Song en 479. Ambos, Qi y Wei trataron de consolidar la relación con Goguryeo; los emperadores de Wei recibieron a los emisarios de Goguryeo con honores, igual que los chinos. Samguk Sagi dice que Goguryeo envió aproximadamente ochenta y seis emisarios durante la época de Xiaowen, pero los delegados disminuyeron dramáticamente luego, a fin de intensificar la relación con Qi; Xiaowen se enojó por el decrecimiento del intercambio de los delegados entre los dos. Sin embargo, esto no fue óbice para que la diplomacia de Jangsu triunfara en fomentar la discordia entre las fuerzas chinas.

### Interrelación
Afrontando los riesgos por Goguryeo al sur de Corea, Baekje y Silla buscaron su ruta de existencia basada en la relación de matrimonio desde 433. Como un miembro de cada familia real se incorporó a la familia de los dos reinos, al ser de-facto cautivo, ambos no se separaron en la liga durante más de un siglo.
La Confederación Gaya, entre Silla y Baekje fue atraída a más seria dificultad, debido a su situación geográfica, sometida a presión por las guerras iniciadas por Goguryeo y los combates entre sus dos vecinos sin tener oportunidad de desarrollar un estado centralizado.